# Csetnek
Csetnek (szlovákul Štítnik) község Szlovákiában, a Kassai kerület Rozsnyói járásában. A történelmi Gömör vármegyéhez tartozó egykori bányavároska ma már csak nagyközség besorolású település.

## Fekvése
Rozsnyótól 13 km-re nyugatra, az azonos nevű patak partján 345 magasan fekszik, területe 34.544 km². A településen közkönyvtár működik, középiskola és futballpálya van.

## Története
1243-ban IV. Béla király oklevelében „Chitnek” alakban említik először, melyben a birtokot Bebek Mátyás fiainak adja. A település egykor szász bányaváros volt. 1258-ban „Chytnuk”, 1291-ben „Csethnik”, 1294-ben „Sytnik”, 1330-ban „Olchytnuk”, 1331-ben „Schithenik” néven bukkan fel az írott forrásokban. 1320-ban vásártartási és vámszedési jogot kapott. Városi jogait 1328-ban Károly Róberttől kapta. A község története kezdettől fogva szorosan összefonódott a bányászattal. 1344-ben említik, hogy a bányászathoz vízienergiát is felhasználnak. Ez az első említés ilyen jellegű vízienergia felhasználásról a mai Szlovákia területén.

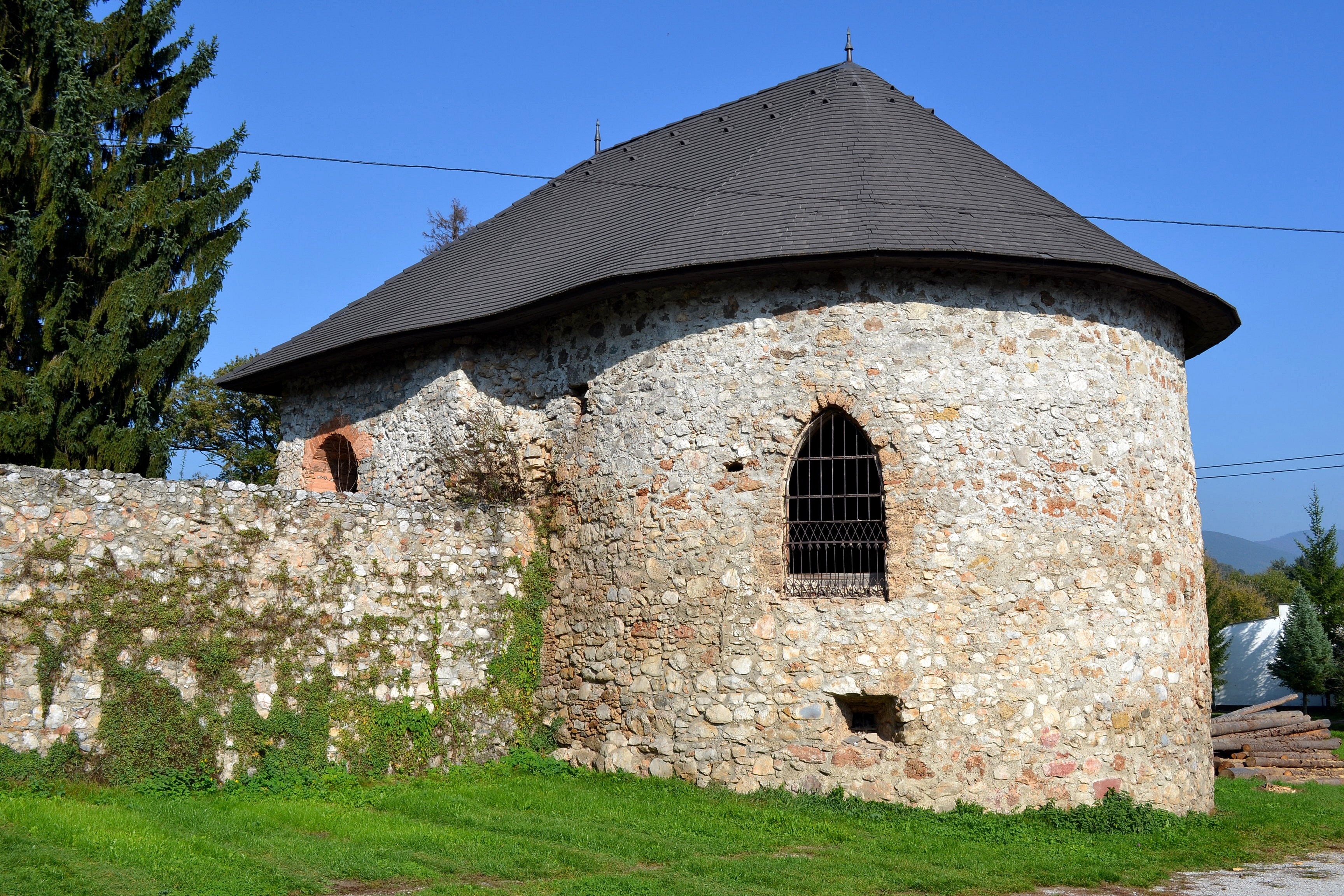
Csetnek 13. században épült vízivára

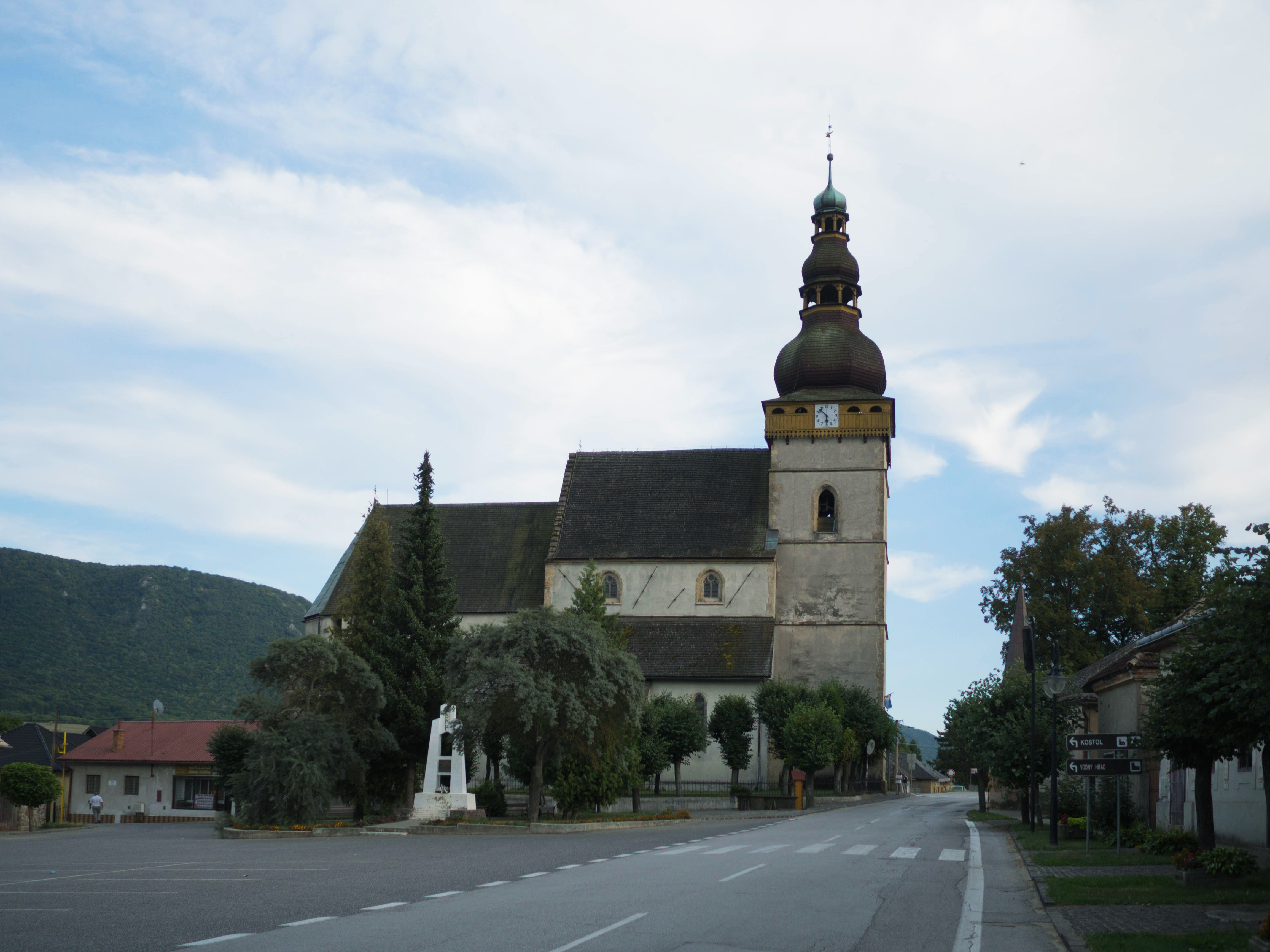
14. századi gótikus plébániatemploma

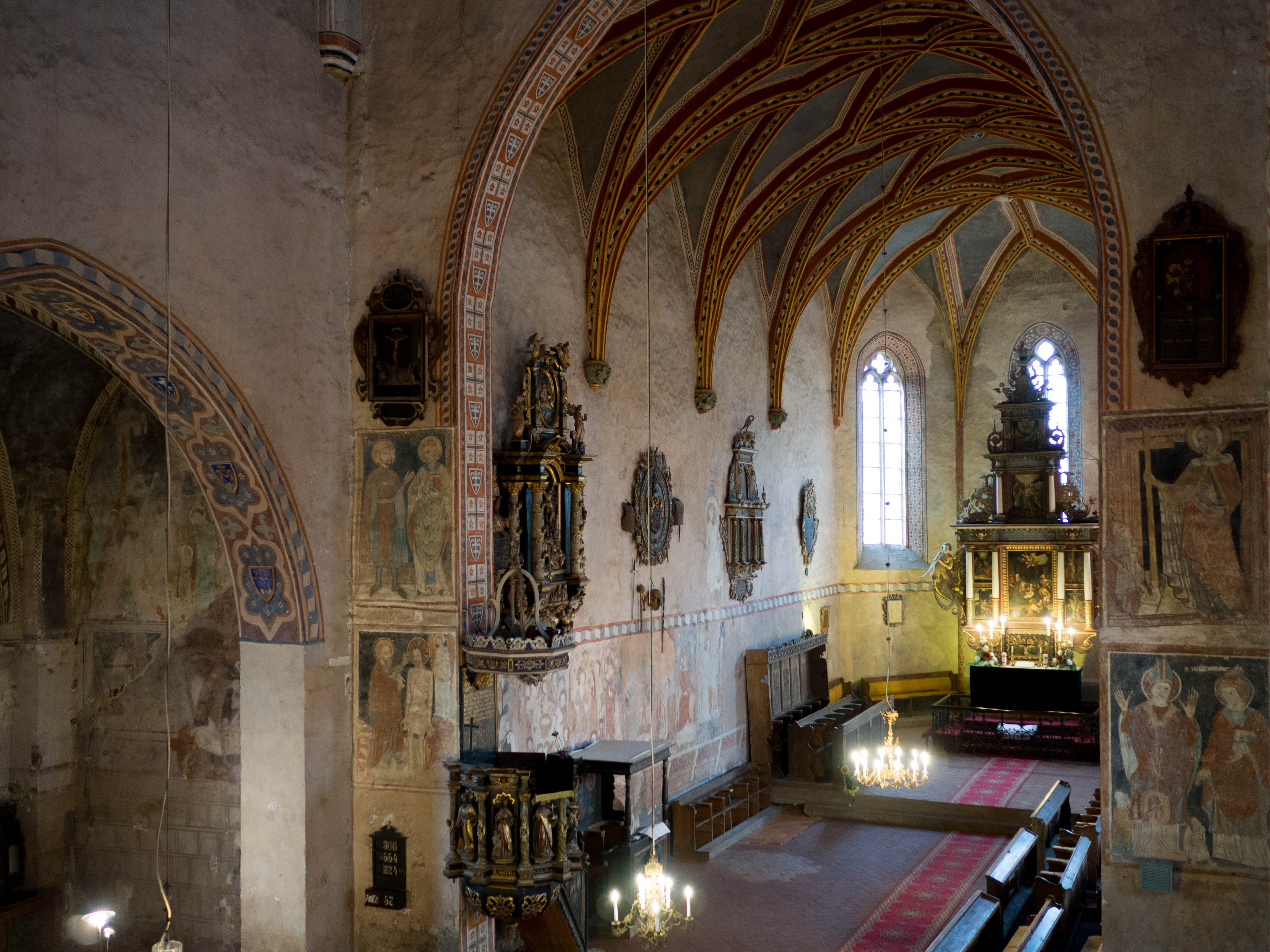
A templom belül

Plébániatemploma 1355-ben már állt. Egykori vízivára a 13. században épült, később a 17. század elején várkastéllyá építették át, 1667-ben már négyemeletes. 1685-ben a kurucok felégették. 1694-ben egy másik kisebb udvarház is állt itt I. Rákóczi Ferenc tulajdonában.
A városban 1427-ben 67 adózó porta állt. Többször pusztított pestisjárvány a településen: 1555-ben, 1710-ben június és szeptember közt 790 fő lett áldozata, azaz a település akkori lakosságának majdnem a fele, majd 1739-ben is pestisjárvány tört ki, ezek összesen 1700 áldozatot követeltek. A 17. századtól terjedt a kézművesség, megalakultak a cipészek, csizmadiák, szabók, mészárosok és gombkötők céhei. Lakói az általuk termelt zöldséggel, gabonával, borral, sóval, dohánnyal kereskedtek. 1759-ben Mária Terézia városi jogait megvonta, de 1781-ben II. József és 1791-ben II. Lipót újból megerősítette.
A 18. század végén Vályi András így ír róla: „CSETNEK. Mező Város Gömör Vármegyében, számos Uraknak lakó helye, lakosai katolikusok, evangelikusok, és reformátusok. Nevezetét, vagy a’ hajdani Csetneki Nemzetségtöl vette, vagy azzal közös vala, melly Nemzetségnek férfi ága ki halván, a’ leány ágon is sokáig fel tartatott a’ birtoki hatalom, fekszik e’ Város Rosnyótól egy mértföldnyire, egy magos hegy alatt lévő völgyben, melly a’ Jolsvai határtól elválasztya, egy folyó vizetskéje van, melly öt nagyobb vas hamorait hajtya, két kapát készítő hámora is van; vertt vasa nevezetes. A’ Városi épűletek leg inkább fábol készűltek, lakosai erőss emberek, ’s némellyeknek kemény, ’s kedvesség nélkűl való beszédbéli módgyok van, szorgalmatos kereskedők, ’s mind vassal, mind borral, mind élettel béjárják a’ hazabéli nevezetesebb Városokat. Mások pedig kézi, és vas hámorbéli munkával szántással, is foglalatoskodnak, némellyek külömbféle mesterségeket űznek. Egy elpusztúltt kastély is van benne. Ispotállya a’ Gyöngyösi Fundatzioból tartatik fel. Nevezetes határjában Tér hegye, mellyben most számos bányák nyittatnak fel. Ide tartoznak Jedlótz, és Tornava szabad puszták is. Fel tartatik itten még az a’ régi szokás is, hogy újj esztendőben, az újj választott Biró pénzt hányat a’ szegényeknek. Határbéli szántó földgyei termékenyek, legelője elegendő, fája tűzre, és épűletre, marháinak itató helye alkalmatos, három piatzozása közel mint egy mértföldnyire, makkja tsekély, szilvássai jók, első Osztálybéli.”
1803-ban egy nagy tűzvészben az akkori kisváros nagy része leégett. A 19. század elején a helyi ipar jelentős fejlődésnek indult, vasolvasztók és műhelyek épültek. 1837-ben 2274 lakosa volt. 1832-ben alapították réz és vasfeldolgozó gyárát, mely a 20. század elejéig üzemelt.
A 19. század közepén Fényes Elek eképpen írja le: „Csetnek, (Csetnekinum, Stitnik) szabadalmas tót mező-város, Gömör és Kis-Honth egyesült vgyékben, Rosnyóhoz nyugotra 1/2 mföld. 546 kath., 1728 evang. lak. Mind a katholikusoknak, mind az evangelikusoknak derék oskolájuk s szentegyházuk van itt, s az evang. templom különösen szép régi goth épület. Van itt továbbá két kórház, városi tanácsház, sok csinos kő-épület, mintegy kétszáz kézmives és kereskedő. Határa völgyekből, hegyekből áll, s mivel szántófölde nem sok, legfőbb gazdasága, hires vasat adó bányáiban, s hámoraiban fekszik; ezenkivül kereskedik vassal, borral, gabonával, szalonnával, sajttal, s végre fuvarozik. Lakosai részint ollyanok, kik földesuri joggal élnek, részint köznemesek, részint pedig polgárok, tulajdon tanács alatt, s ezek egyszersmind a vérhatalmi és vásártartási jogot is gyakorolják. E város régi német lakosi a 16-ik században tótosodtak el egészen.”
1883-ban két nagyolvasztó és több kohó épült a kitermelt ércek feldolgozására. A vasipar a 20. században indult hanyatlásnak.

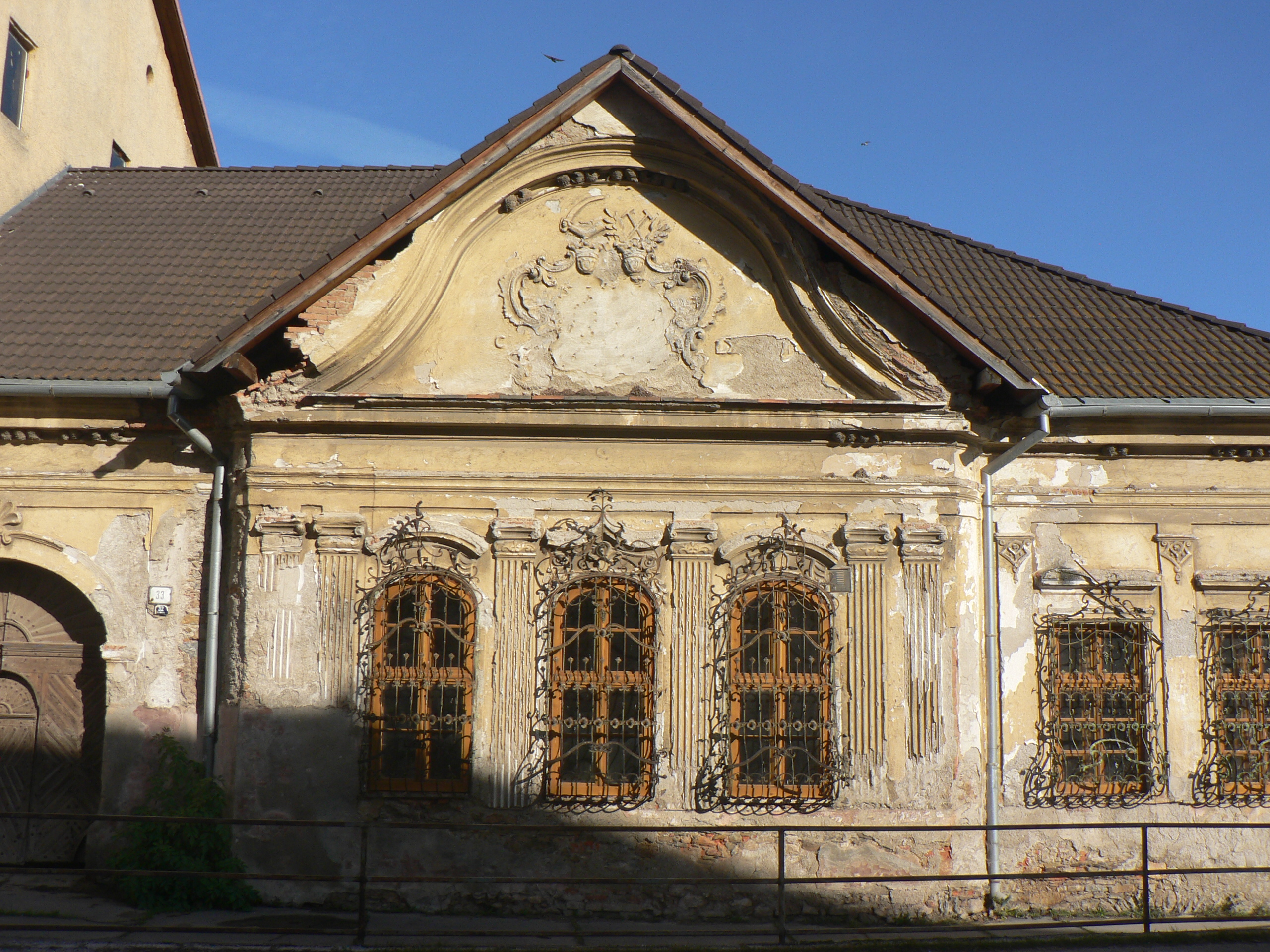
Nemesi kúria címer nélkül

Borovszky monográfiasorozatának Gömör-Kishont vármegyét tárgyaló része szerint: „Csetnek, a hasonnevű völgyben fekvő nagyközség. Házainak száma 274, lakosaié 1535, a kik közül 824 magyar, 622 tót és csupán 28 német, holott a németek azelőtt túlsúlyban voltak. Vallásra nézve 912 ág. h. ev. és 528 róm. katholikus. E községet a pápai tizedszedők jegyzéke Chitnik néven említi. 1243-ban IV. Béla király Bebek Detrének és Fülöpnek adományozza. 1328-ban Róbert Károlytól hetivásárjogot nyer. 1421-ben az egri káptalan egyik kiadványában civitas-nak mondja; 1417-ben, a mikor a királytól országos vásárjogot nyer, már oppidum. Ez időben neve: Chytnuk, Chytnek vagy Chytnyk. Bebek atyafiság révén, e család egyik ága, a Csetnekiek lettek az urai. Erős vára a Bebekek alatt épült s bástyáit hozzáférhetetlen mocsarak vették körül. A Csetnekiek után Horváth Balázs és ez után a Bakos család lett a község és a vár ura, egész 1666-ig, a mikor Bakos Gábor elhalt. Időközben, 1585-ben Andrássy Péter is nyert itt birtokrészeket, de 1648-ban Fejérváry Zsigmond és Nagybányai Gáspár, 1666-ban Balogh Gáspár, 1689-ben Pongrácz János is birtokosok itt, míg Szontágh Gáspár (II), második neje után, a Bakos-Petneházy leányágon lett a csetneki uradalom birtokosa. Időközben a Thökölyek is szereznek itt birtokokat. 1700 körül a Bebek-féle birtokok legnagyobb része II. Rákóczy Ferencznéé, illetőleg az Aspermontoké és Gyürky Pálé lesz. 1712-ben Perényi Györgyöt is itt találjuk, 1722-ben pedig az Usz, a Péczy és a Szécsényi családokat is, kik 1744-ben az Andrássy-féle birtokokat visszabocsátják az Andrássyak tulajdonába. Két évvel később báró Perényi Györgyné és leánya is átadják javadalmaikat Andrássy Györgynek, míg 1775-ben az Andrássy család a Thököly-féle rész birtokába jut. E század folyamán még itt találjuk mint nagyobb birtokosokat a Szepesy, Lányi, Vitkovszky, gróf Nyáry, gróf Plettrich és a Barkóczy családot. 1823-ban a Rokfalussy és a Sárváry családok is birtokosok, 1846-ban a Tornallyai család is. A Rákóczy-féle birtokok a cs. kir. kamaráé lettek, de úgy ezeket, mint a Szepesy-féle birtokot szintén az Andrássy család szerezte meg 1867-ben, egy évvel később pedig a Szontágh-féle és a Rokfalussy-féle birtokokat. A vár a török dúlások alatt sokat szenvedett, de a Thököly és a Rákóczy-féle mozgalmak alatt teljesen romba dőlt. Későbbi birtokosai azután igyekeztek a várból megmenteni, a mit lehetett, úgy hogy hatalmas saroktornyai ma is fennállanak és jó karban vannak. A vár most Sárkány Károly tulajdona, a ki annak egyik szárnyát kiépíttette és lakóháznak alakította át. Ág. ev. temploma egyike az ország legérdekesebb építészeti emlékeinek. A XIII. században kezdték építeni, de az építés megszakadt és csak 1460-ban folytatták. 1335-ben Bonifácz pápa az esztergomi érsek által szedetni szokott csetneki dézsmát átengedi az itteni Boldogságos Szűz Mária templomnak. A templom belsejében pihennek a Csetneki és Bakos család tagjai és itt nyugszik az utolsó Bakos is. A templom falait több érdekes epitáfium díszíti. Keresztelő medenczéje az árpádházi királyok korából való és rendkívül érdekes. Ezenkívül az egyház több igen becses ötvösművet és oltárterítőt őriz. A templom egyik oldalszárnyában van elhelyezve az esperesség régi, gazdag könyvtára is. A róm. kath. templom 1753-ban épült. Csetneknek hajdan virágzó ipara volt. A csizmadia, varga, mészáros, szabó és gombkötő czéhek 1631-1705 között kapták czéhleveleiket. Vasérczbányái már a XVII. században híresek voltak arról, hogy itt bányászták az ország legjobb vasát. A XVIII. század közepén sok kohója volt. Szontágh Gáspár 1760 körül, a czigányok állandó telepítése czéljából, Csetneken egész utczát építtetett kisebb házacskákból, és számos czigánycsaládot telepített oda, kik mint szegkovácsok nyertek alkalmazást. 1759-ben Mária Terézia megfosztja a várost addig élvezett szabadalmaitól, mert a város egy Vozár Mária nevű asszonyt 300 korbácsütésre itélt. 1781-ben II. József és 1791-ben II. Lipót a város korábbi szabadalmait ismét életbe lépteti. Ugyanekkor új országos és hetivásártartási jogot nyer. 1555-ben a pestis pusztított a város falai között és ugyane században a törökök több izben feldúlták. Csetnek azelőtt nevezetes dohánytermelő hely volt, ma azonban már nyoma sincs a híres csetneki dohánynak, de annak helyét a gyümölcstermelés foglalja el. Csetneken született Szontágh Gusztáv Adolf, az ismert nevű magyar bölcsész is. Csetnekhez tartozott hajdan Tornava is, melynek helyét ma már csak dűlőnév őrzi. Utoljára 1427-ben találunk róla említést, a mikor a Csetneki család birtoka volt. Somkút puszta szintén régi község emlékét őrzi, melyet IV. Béla 1243-ban a Bebekeknek adományoz Csetnekkel együtt. Csetnek vidékén feküdt, az egykorú leírások szerint, Irmes község is, mely 1362-ben szintén a Csetneki család birtoka. Utolsó nyomát 1437-ben találjuk. Ugyancsak e város közelében feküdt 1362-ben Fülöpháza és Aranyas, mely utóbbi a pápai tizedszedők jegyzékében Arnuch néven van említve. Határában feküdt még Bekeháza is, a Bebekek birtoka, mely előbb Bekespathaka, majd 1427-ben Bekehaza néven van említve. A községben több nagyobbszabású épület van. Ilyen a városháza, a Concordia társaság háza és a Szontágh család úrilaka.”
A Trianonig Gömör és Kishont vármegye Rozsnyói járásához tartozott, azt követően Csehszlovákiához került. Az első bécsi döntés a szlovák többségű lakosság miatt nem juttatta Magyarországhoz, de határmenti településsé vált. A második világháborút követő lakosságcsere és az etnikai rendezések a település magyar lakosságát szinte teljesen felszámolták.

## Népessége
| Év:            | 1994. | 2004.   | 2014.   | 2024.   |
| -------------- | ----- | ------- | ------- | ------- |
| Emberek száma: | 1485  | 1501    | 1496    | 1463    |
| Eltérés:       |       | +1,07 % | -0,33 % | -2,20 % |

| Év:            | 2023. | 2024.   |
| -------------- | ----- | ------- |
| Emberek száma: | 1460  | 1463    |
| Eltérés:       |       | +0,20 % |

1880-ban 1488 lakosából 932 szlovák, 417 magyar és 65 német anyanyelvű, 72 beszélni nem tudó, ebből 862 evangélikus, 527 római katolikus, 66 izraelita és 12 református vallású volt.
1890-ben 1482 lakosából 653 szlovák és 728 magyar anyanyelvű volt.
1900-ban 1535 lakosából 622 szlovák és 824 magyar anyanyelvű volt.
1910-ben 1474 lakosából 778 szlovák, 598 magyar, 74 egyéb, 22 német és 2 horvát anyanyelvű volt.
1921-ben 1349 lakosából 666 csehszlovák és 600 magyar volt.
1930-ban 1461 lakosából 963 csehszlovák és 292 magyar volt.
1970-ben 1641 lakosából 21 magyar és 1611 szlovák volt.
1980-ban 1558 lakosából 38 magyar és 1512 szlovák volt.
1991-ben 1490 lakosából 1397 szlovák és 32 magyar volt.
2001-ben 1523 lakosából 1401 szlovák, 25 magyar volt.
2011-ben 1544 lakosából 1293 szlovák, 22 cigány, 20 magyar, 10 cseh, 2 ukrán, 1-1 ruszin, orosz és bolgár, továbbá 194 ismeretlen nemzetiségű volt.
2021-ben 1478 lakosából 1391 (+12) szlovák, 24 (+38) cigány, 23 (+18) magyar, 1 ruszin, 15 egyéb és 24 ismeretlen nemzetiségű volt.

## Híres emberek
- Itt született 1793. április 9-én Szontagh Gusztáv filozófus.
- Itt született 1807-ben Vandrák András bölcseleti doktor, evangélikus kollégiumi tanár, pedagógiai szakíró, filozófus, a Magyar Tudományos Akadémia levelező tagja.
- Itt született 1830-ban Madarász Viktor festőművész.
- Itt hunyt el 1704-ben Gyöngyösi István, a magyar barokk irodalom kiemelkedő költője.
- Itt hunyt el 1738-ban Antoni Sámuel evangélikus szuperintendens.

## Nevezetességei
- A várkastélyt a múlt század végén korszerűsítették, ma is épen áll. „...A várban sűrűn változtak a tulajdonosok: 1420-ban már a Csetnek család a vár ura, majd lettek tulajdonosai a Horváthok, Bakosok, Andrássyak, Thökölyek, Rokfalussyak. 1700-ban a Rákócziak a gazdák, majd ismét az Andrássyaké s a Szontaghoké...”[9]
- Plébániatemploma 14. századi gótikus, korabeli freskókkal. 1460-ban a templom déli és középső részét újjáépítették, az északi részt azonban sohasem fejezték be. A templomot 1970-ben a szlovák kulturális örökség részévé nyilvánították.
- Evangélikus temploma valószínűleg 13. századi eredetű, mert 1786-ban feljegyezték, hogy egy akkor eltávolított kőszekrényen 1286-os évszám volt látható. A templomot a 15. században bővítették. Itt működik Szlovákia legrégibb, 1492-ben épült orgonája,[10] berendezése jórészt eredeti reneszánsz kori. Freskóit olasz reneszánsz művészek készítették, oltárképét Hans Aachens festette. Mellette egykor a pálosok kolostora állott, melynek alapfalai a 19. század végén még látszottak. A templom elnyerte az Európai Örökség címet.
- A faluban ma is több rokokó-klasszicista kúria áll. Ilyenek a Szontagh, a Sárkány és a Sebők családok kúriái.
- Barokk pestisoszlopát (Szeplőtelen fogantatás, ill. Mária mennybemenetele szoborcsoporttal) 1710-ben a sok áldozatot követelő pestisjárvány megállítása érdekében emelték.[2]
- A klasszicista városháza 1780-ban épült klasszicista stílusban.
- Gyöngyösi István síremléke. Homokkőből készült síremlékét 2004-ben újították fel.

## Képgaléria

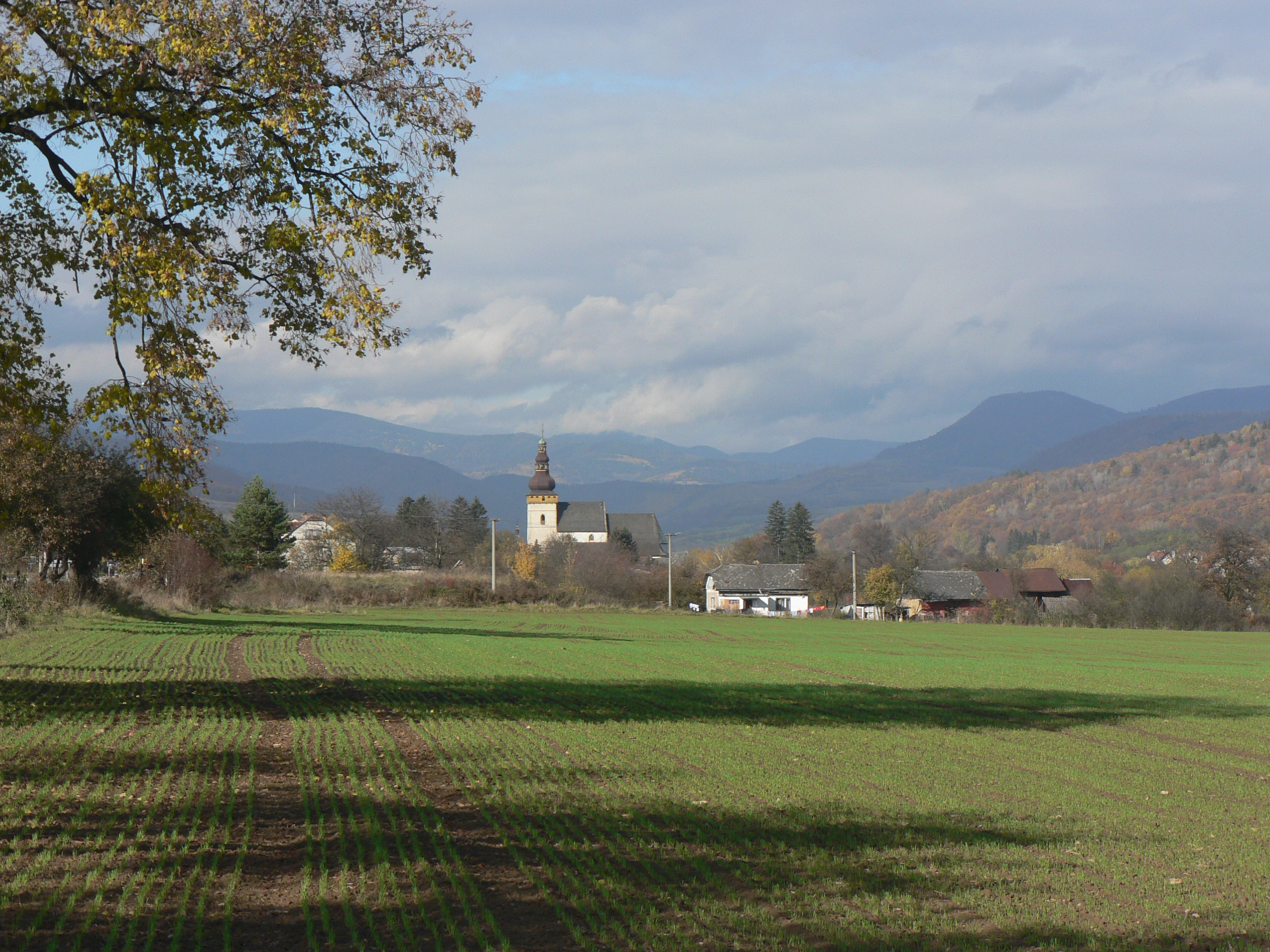
Csetnek látképe Kuntapolca (dél) felől
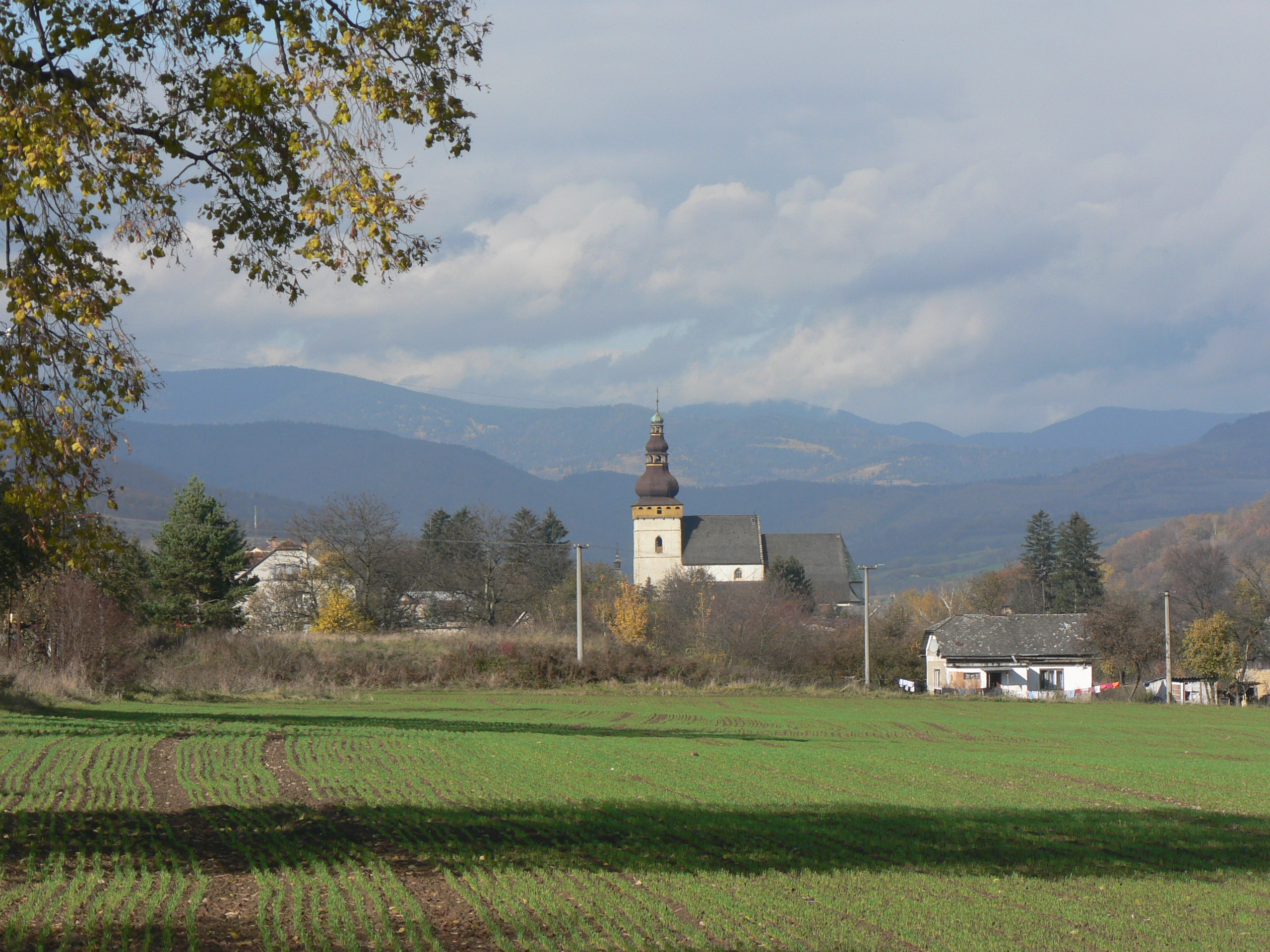
Csetnek látképe Kuntapolca (dél) felől
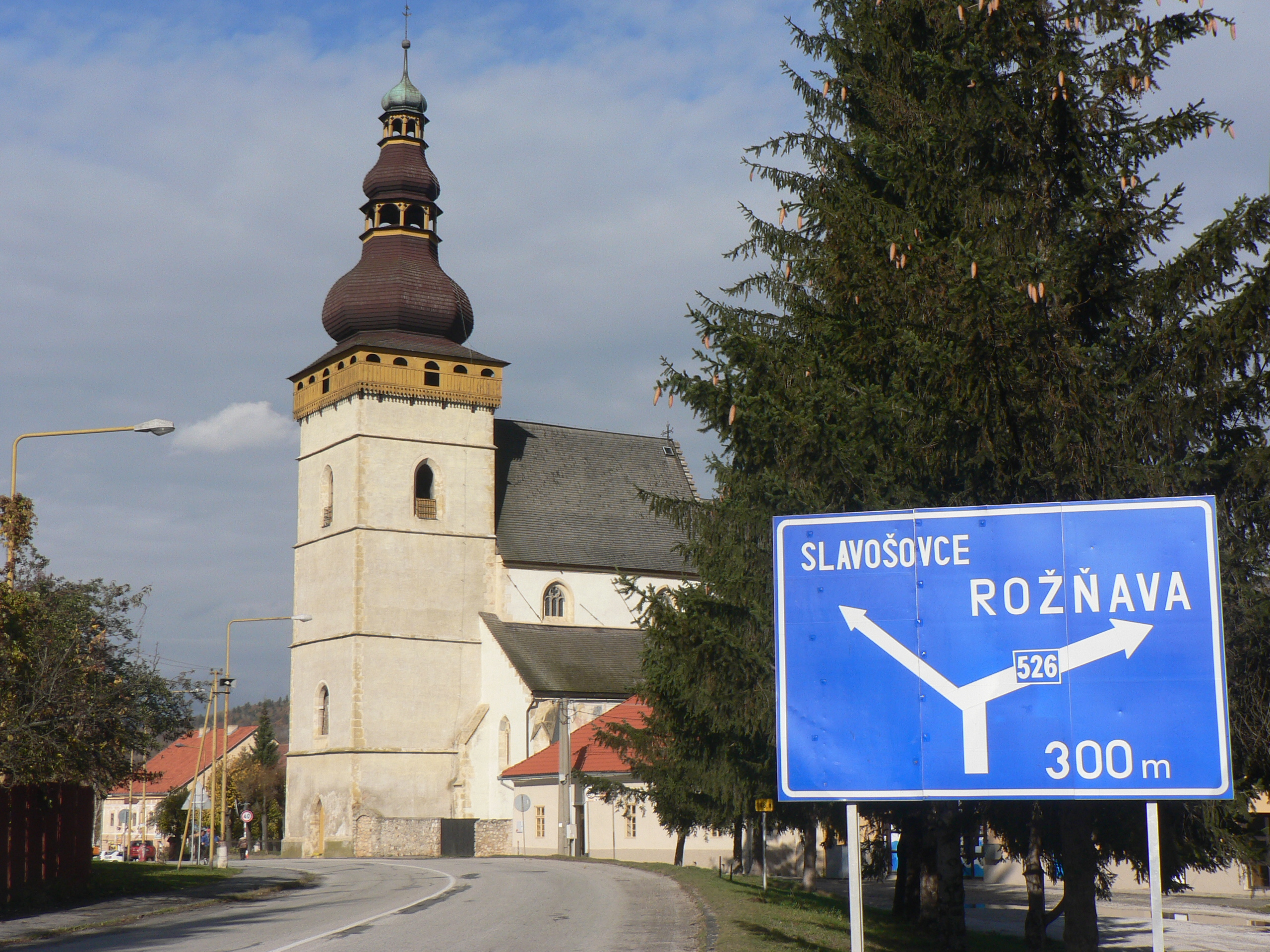
Az evangélikus templom a rozsnyói útelágazás előtt
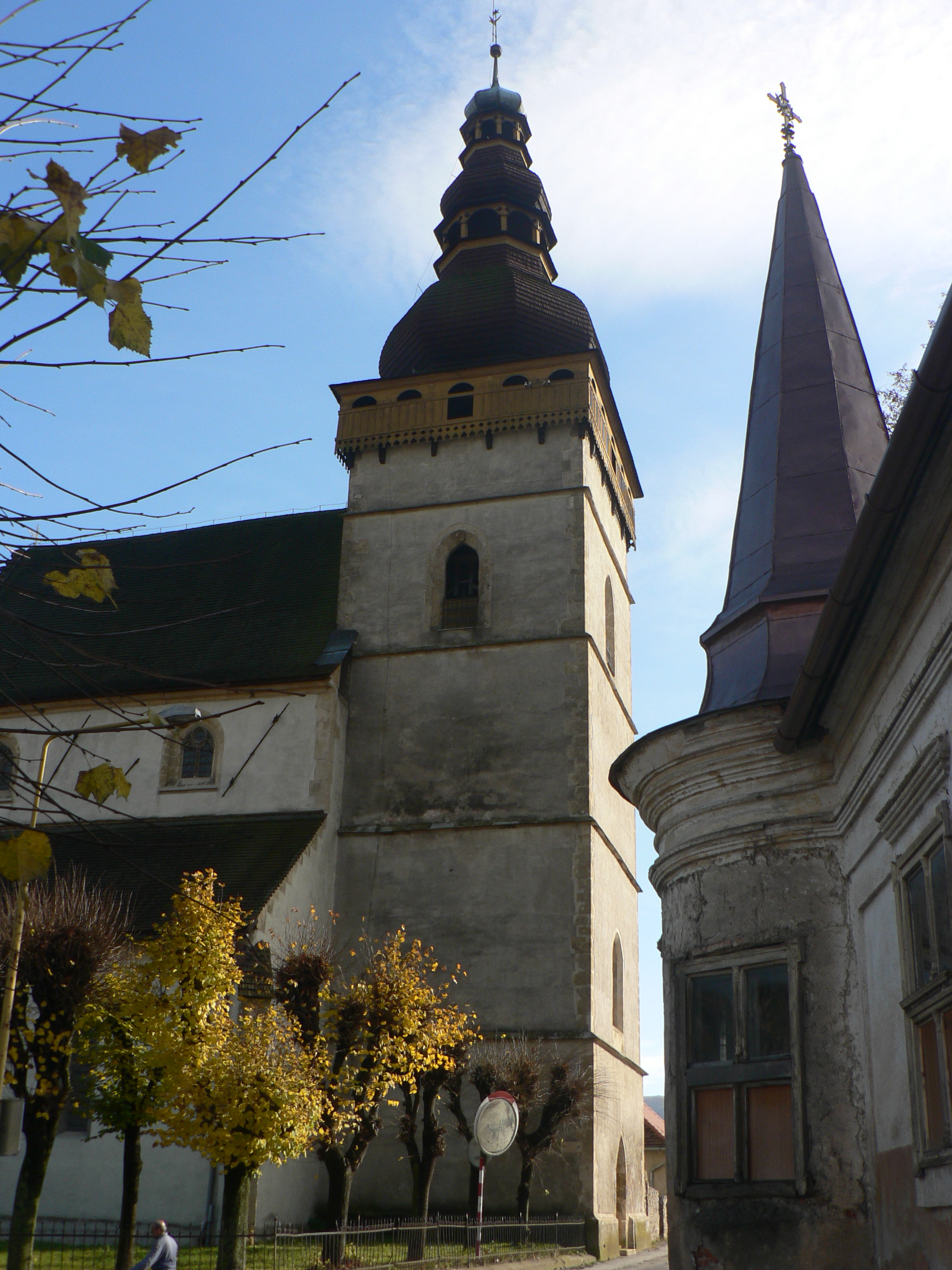
Az evangélikus templom a parókia felől
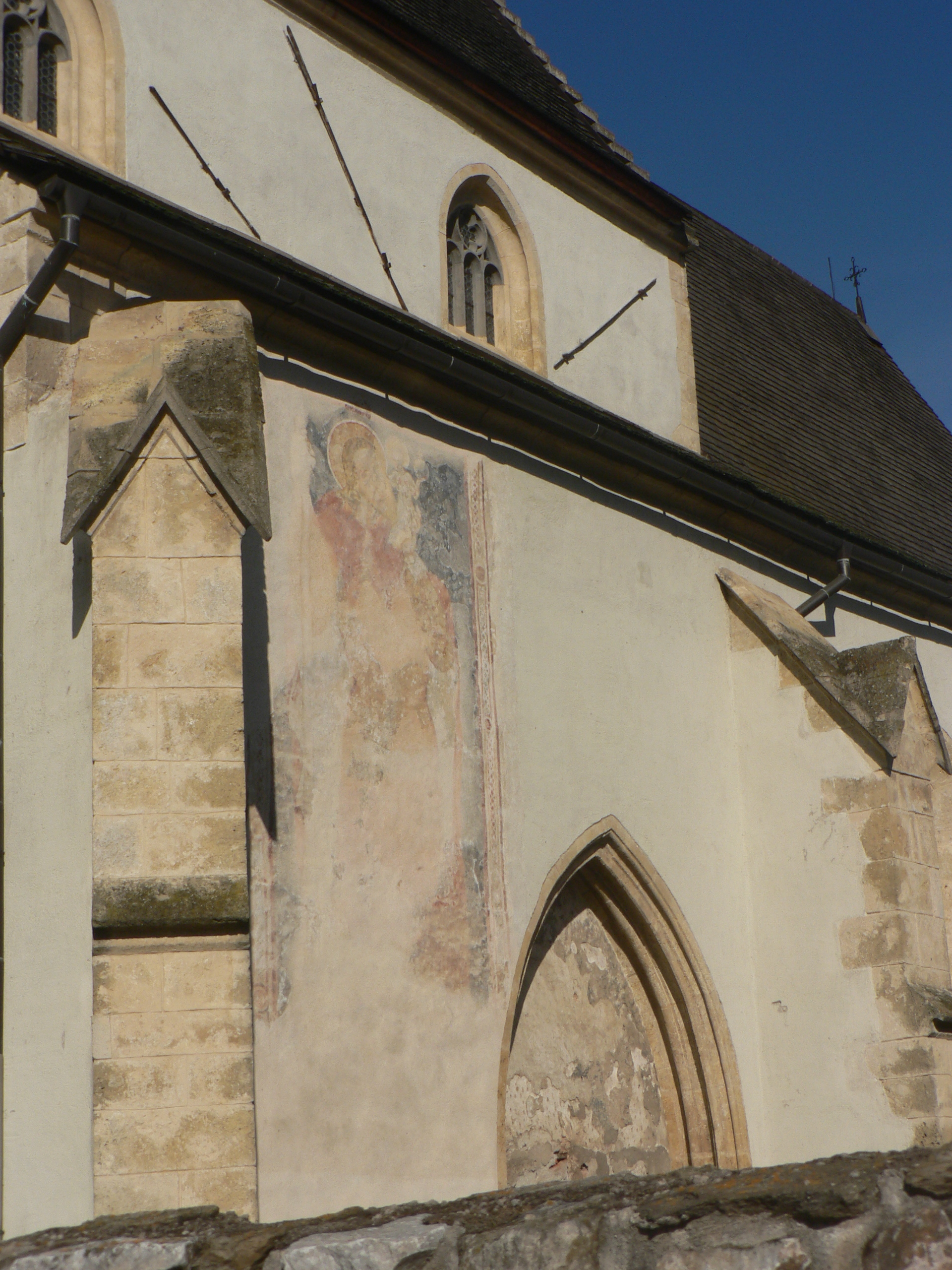
Külső freskó
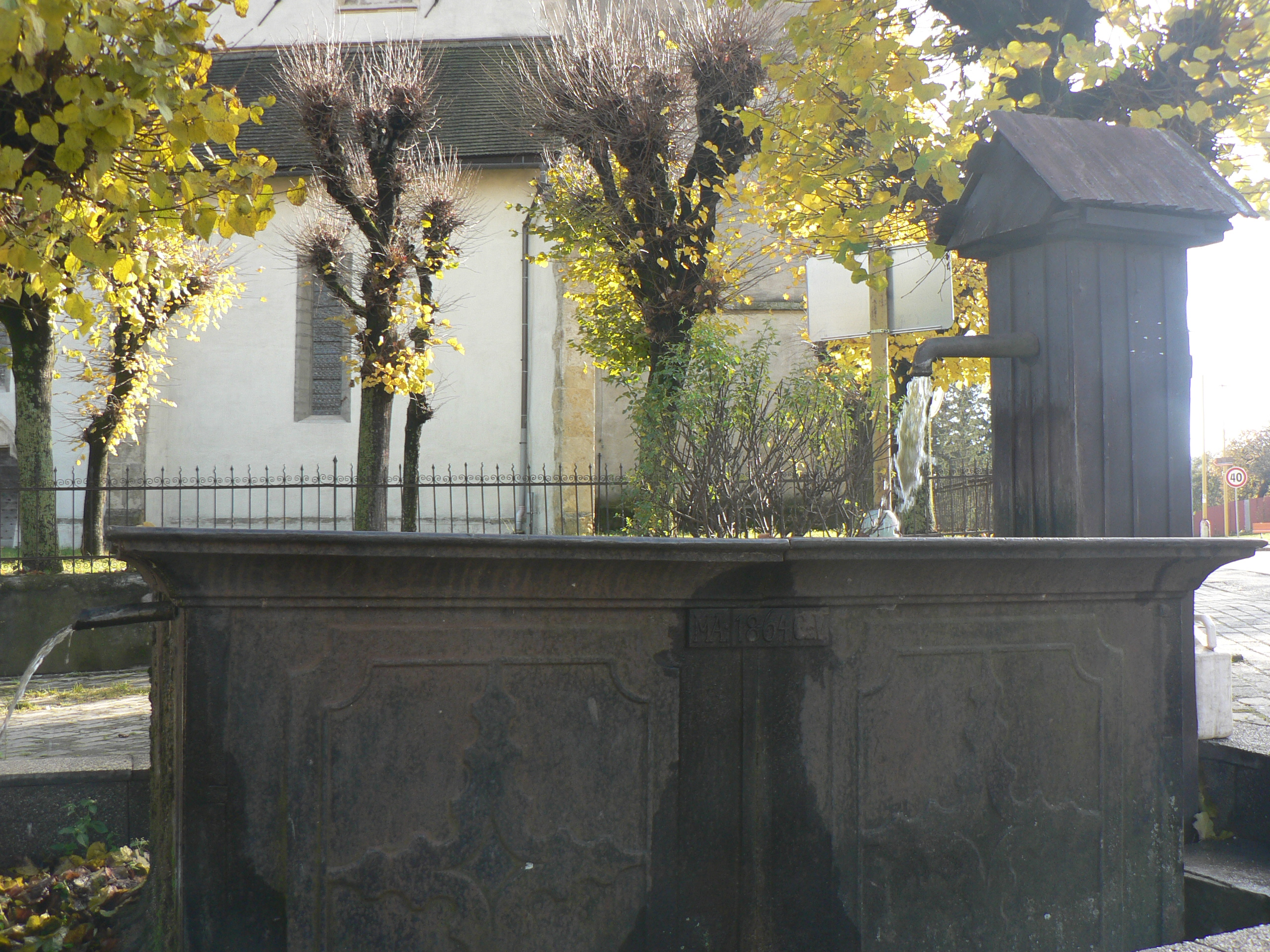
Kút 1864-ből
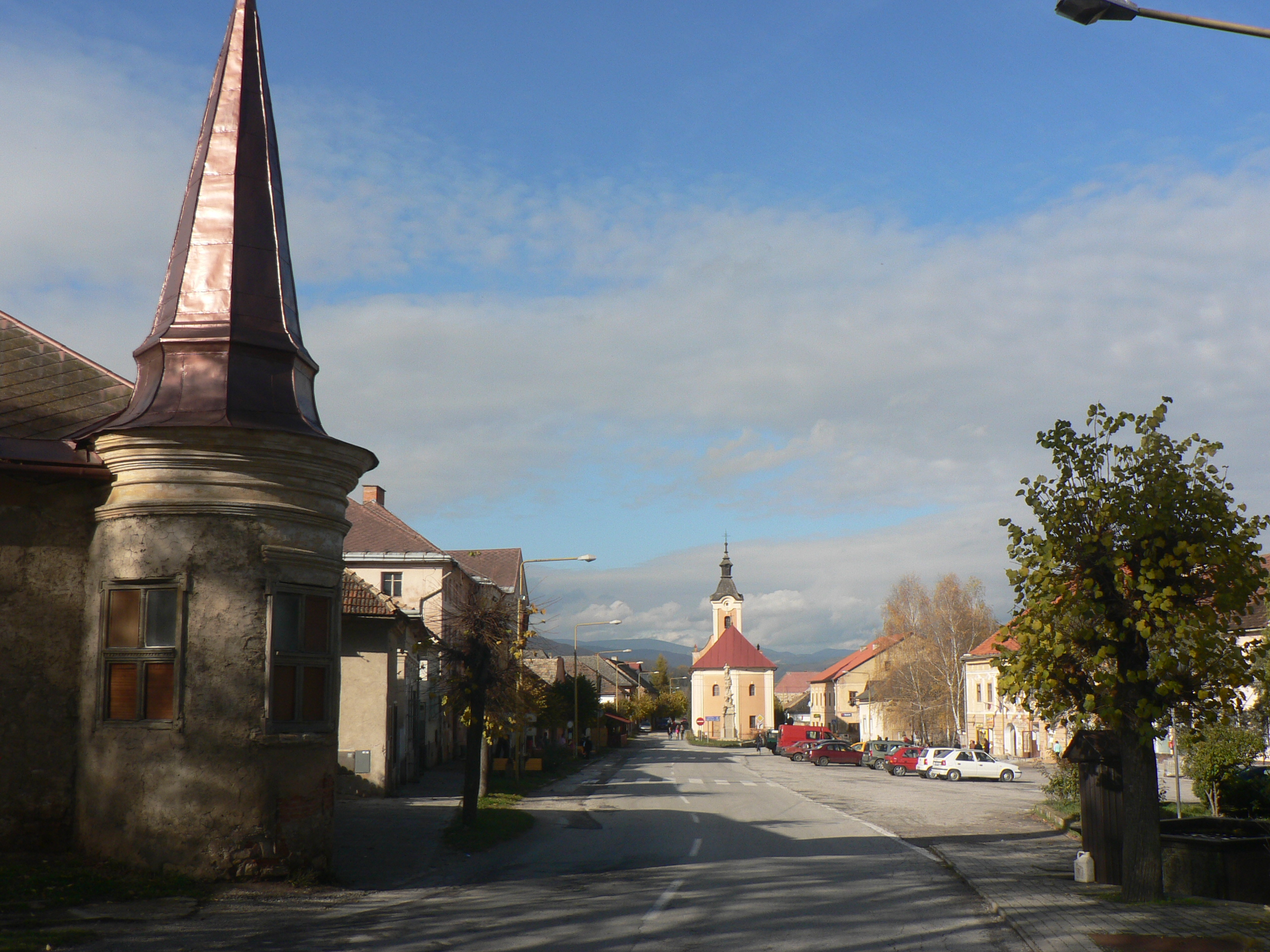
Főtér 1
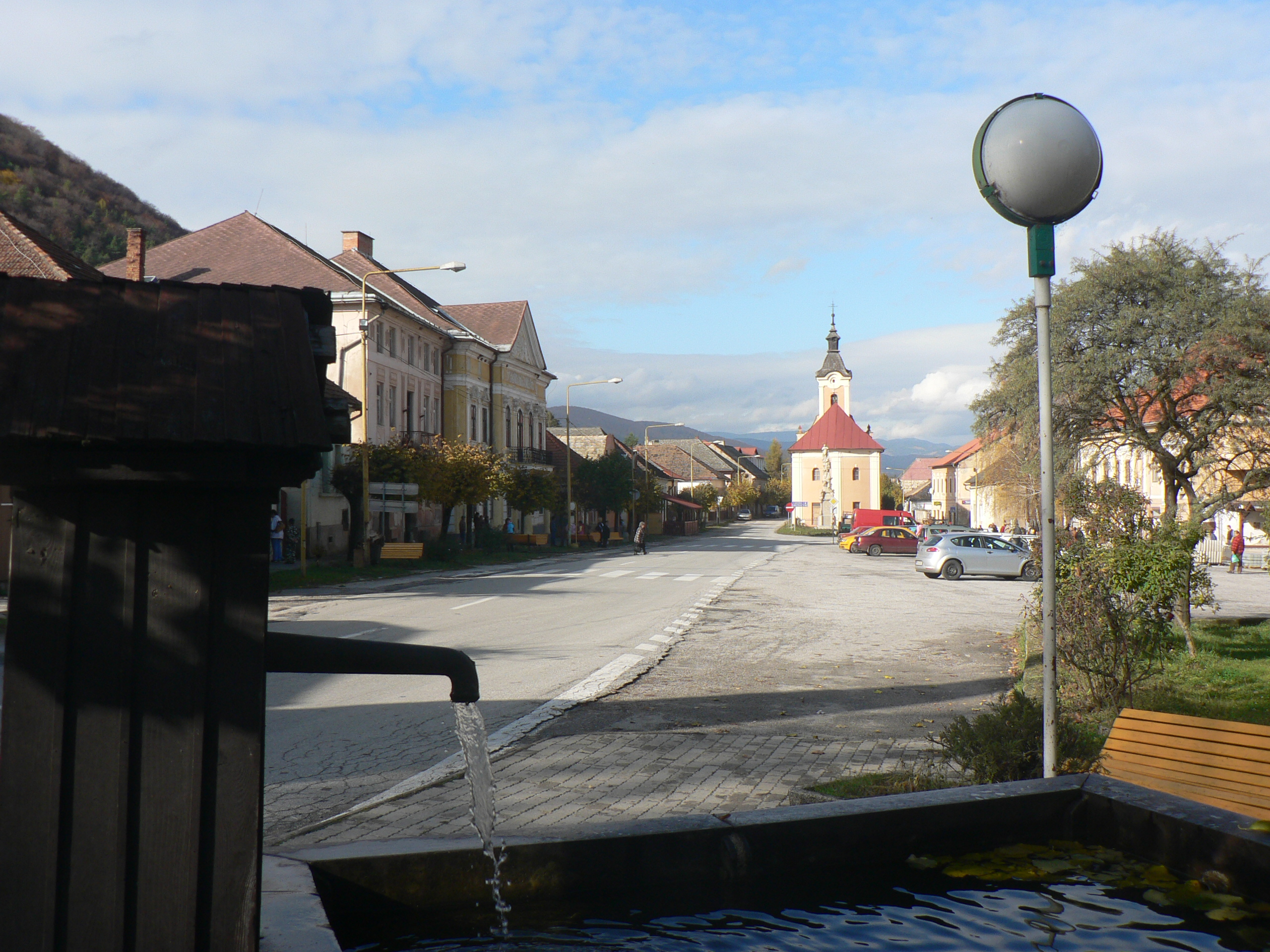
Főtér 2
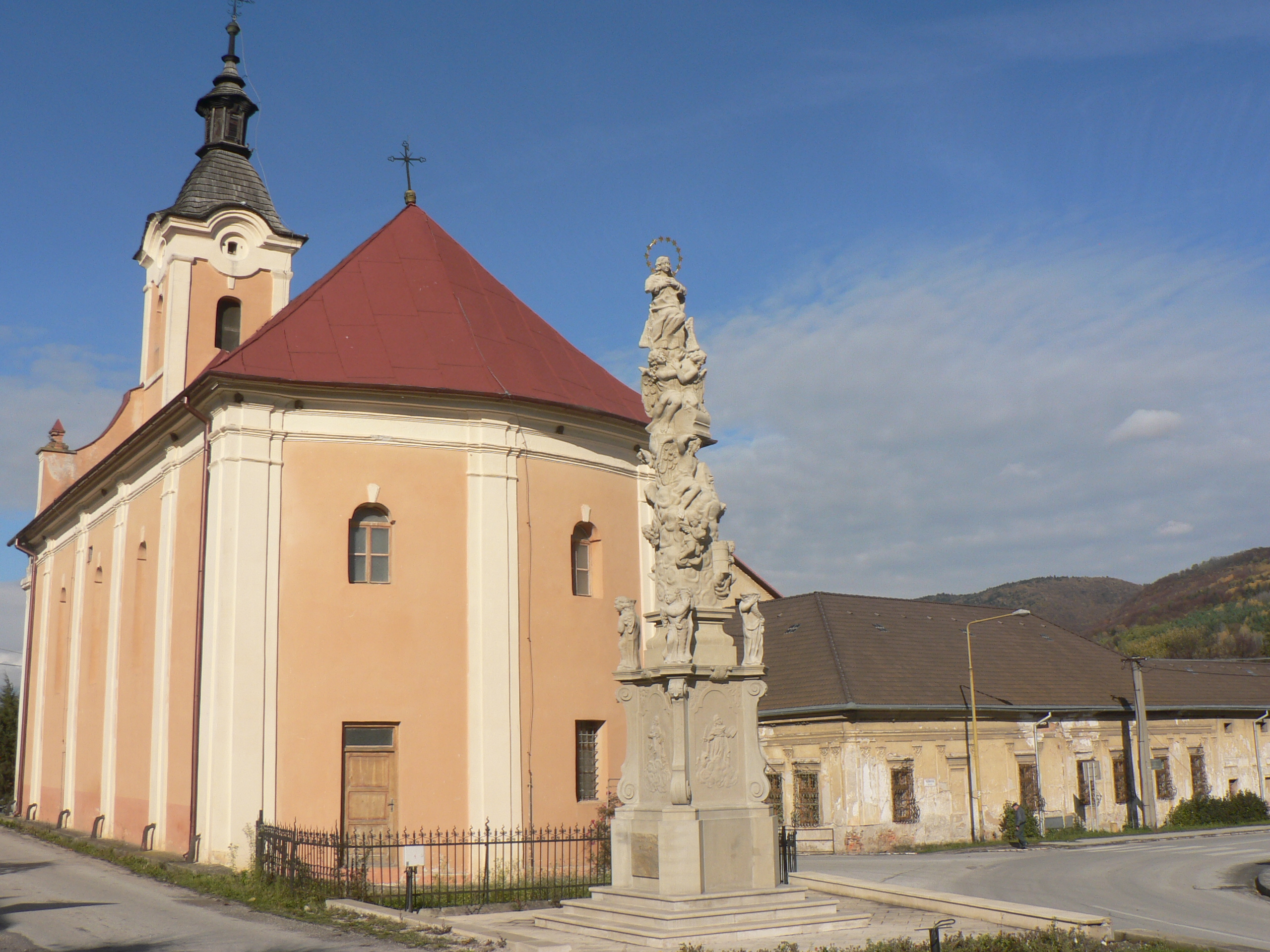
Mária mennybemenetele és a katolikus templom
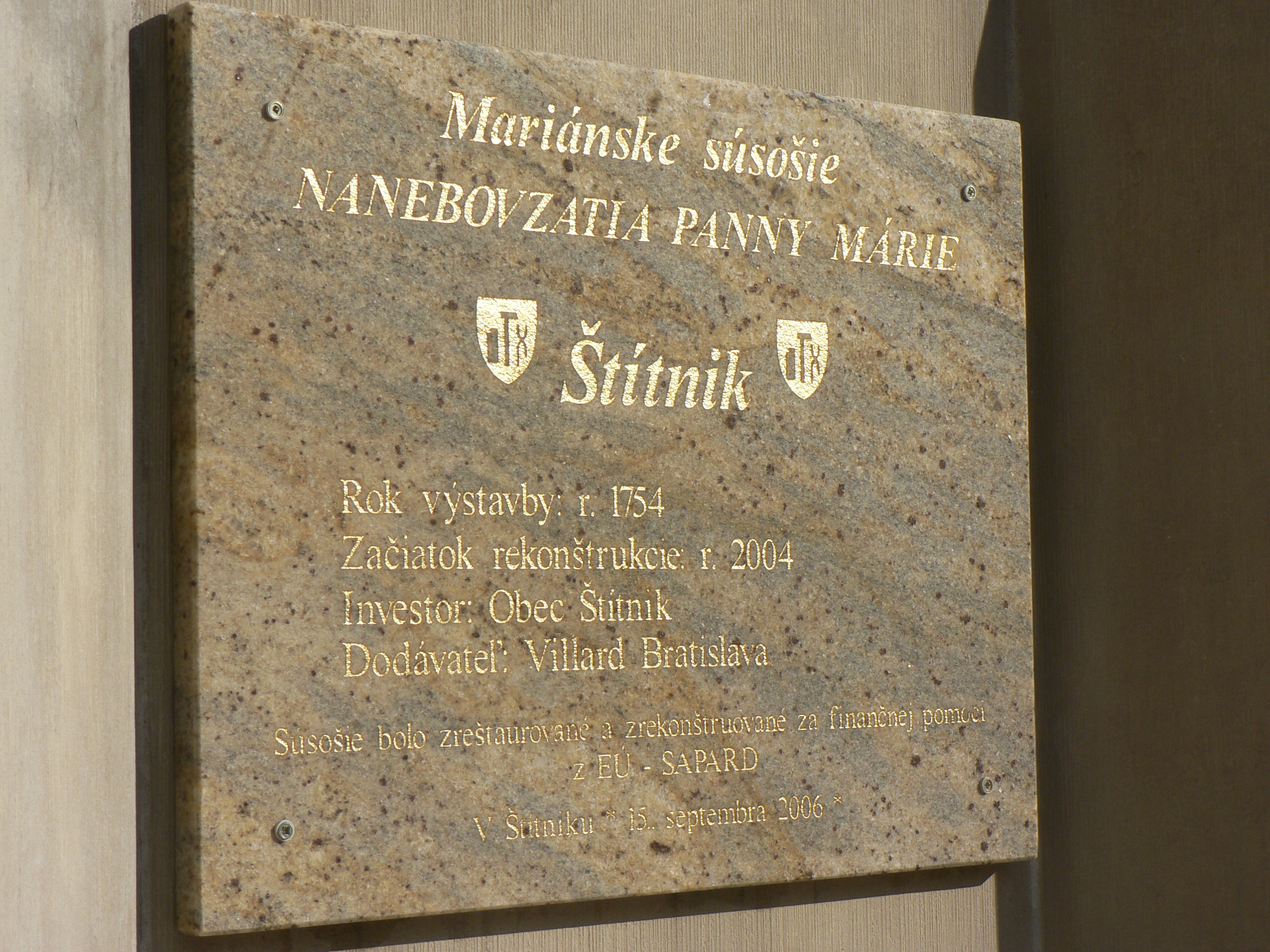
A felújítás emlékére
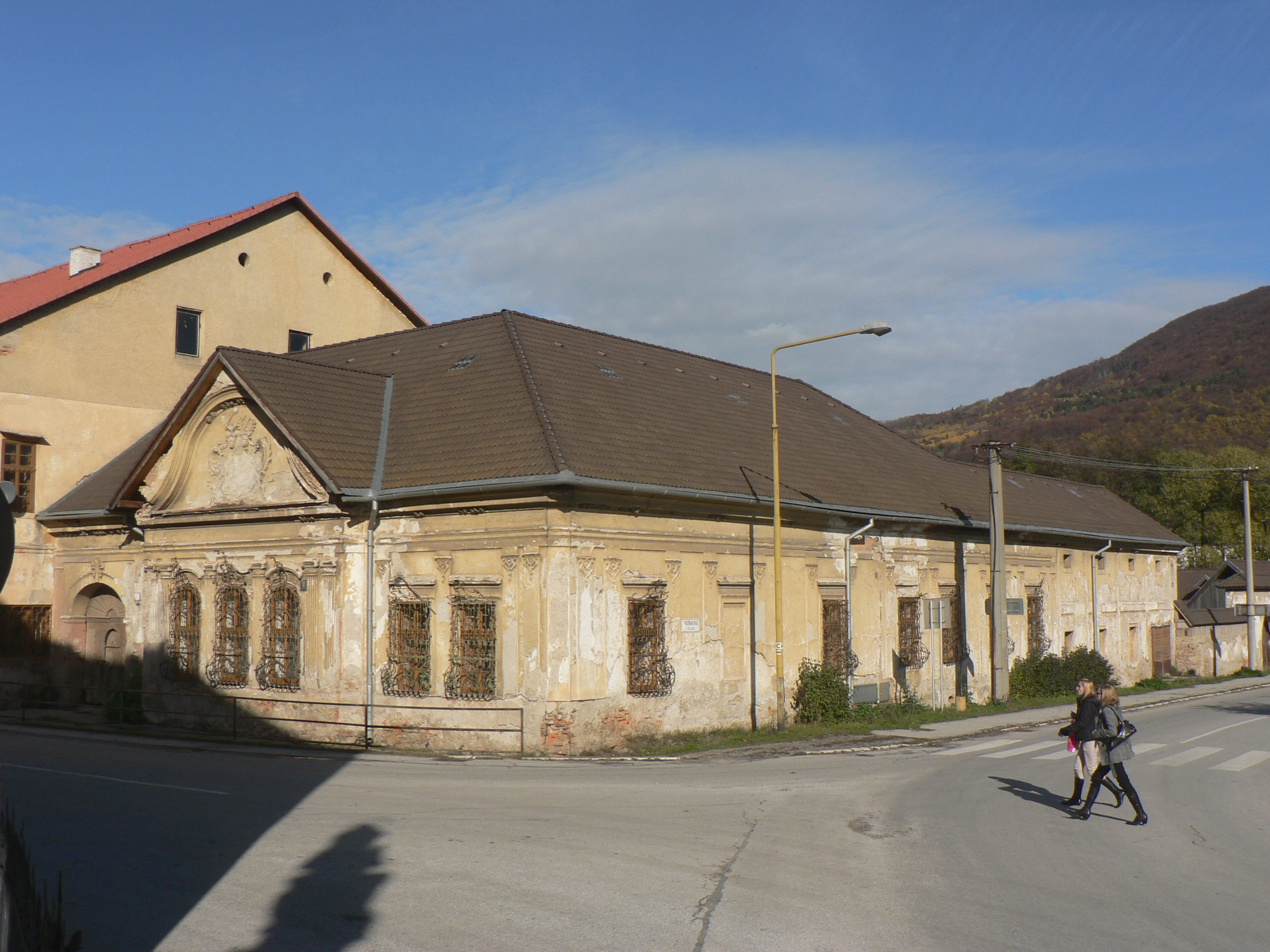
Nemesi kúria
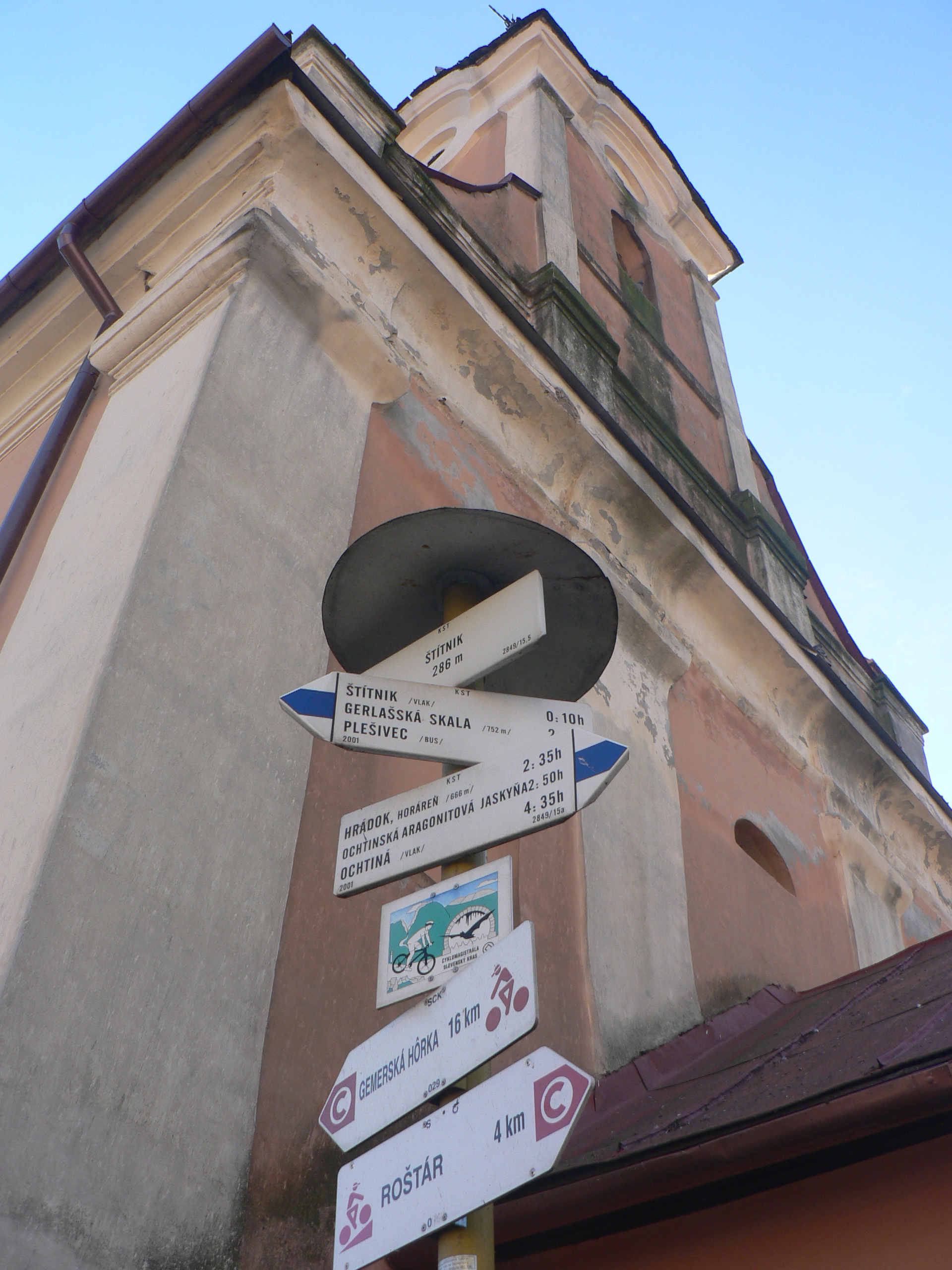
Útbaigazító tábla
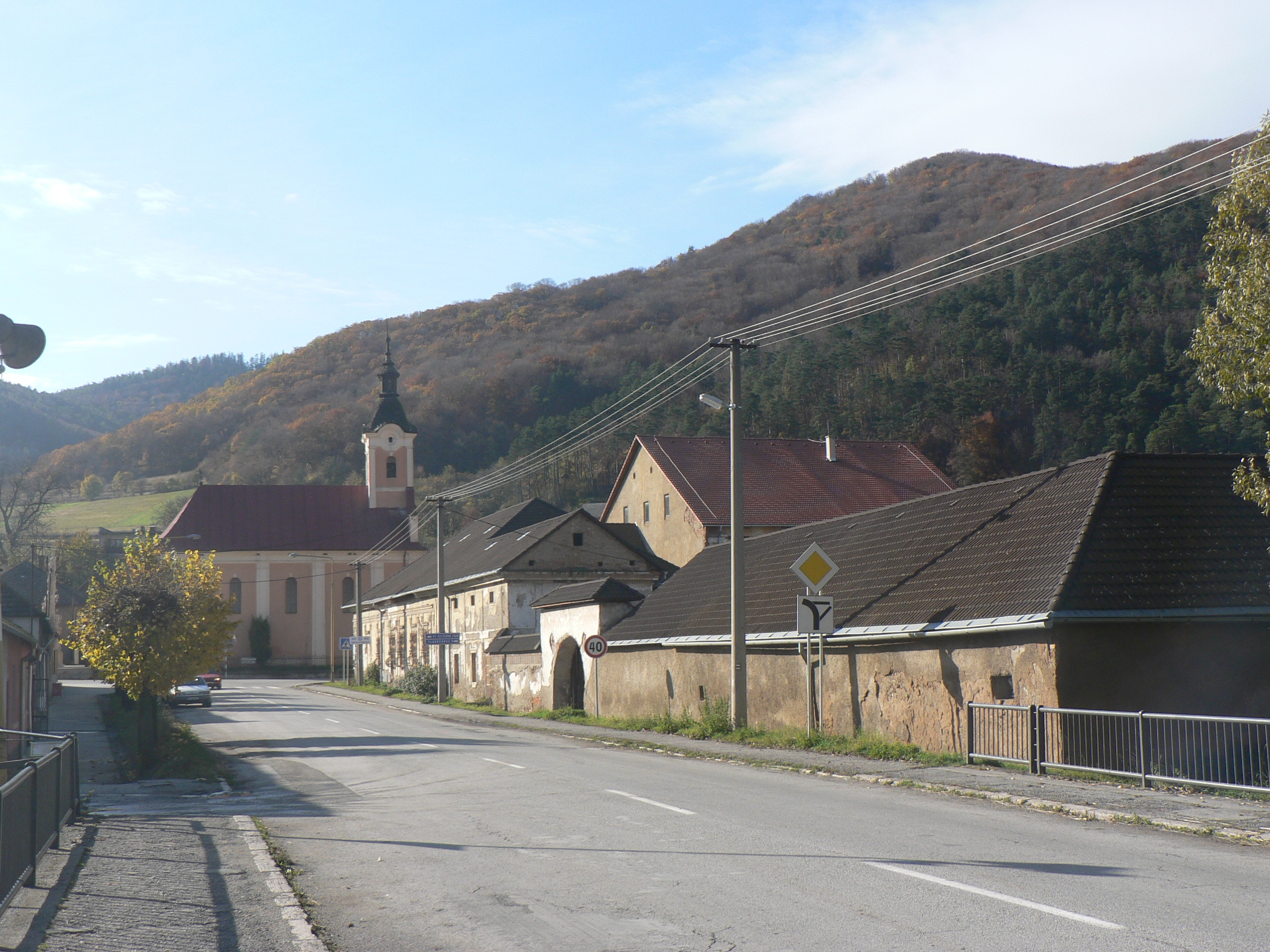
Utcakép a Csetneki-patak hídjáról
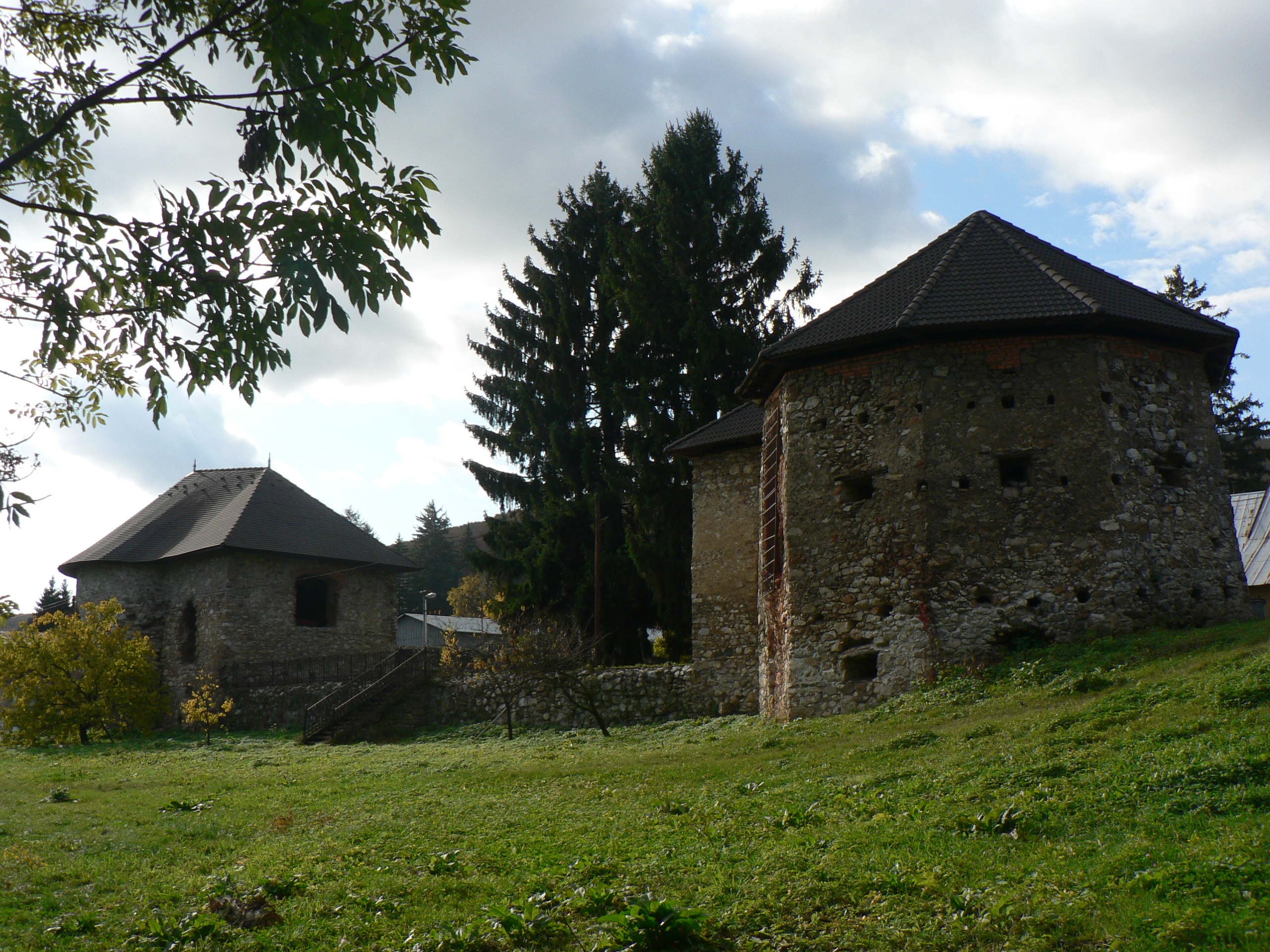
A csetneki vízivár